# Luiz Gama
Luís Gonzaga Pinto da Gama (Salvador de Bahía, 21 de junio de 1830 - 24 de agosto de 1882) fue un rábula (abogado ), orador, periodista, escritor y patrono de la abolición de la esclavitud de Brasil.
Hijo de madre negra libre y padre blanco, pasó a ser un esclavo a los10 años y fue analfabeto hasta los 17. Conquistó judicialmente su propia libertad y pasó a actuar en la abogacía en pro de los esclavos, siendo, a los 29 años un autor consagrado y considerado "el mayor abolicionista de Brasil".
A pesar de ser considerado uno de los exponentes del romanticismo apenas fue mencionado en obras como Apresentação da Poesia Brasileira, de Manuel Bandeira.
Fue uno de los raros casos de intelectuales negros de Brasil esclavista en el siglo XIX, el único en ser autodidacta y pasar por el cautiverio. Dedicó su vida a la defensa de la libertad y de la república, un activo opositor del sistema monárquico que murió seis años antes de poder ver los resultados de su lucha. Tuvo una vida muy dispar y es difícil encontrar entre sus biógrafos a alguien que no haya retratado su vida sin excesiva pasión o emotividad. Entre estos biógrafos tenemos a Boris Fausto, que escribió biografia de novela.